# Zeytinova-Talsperre
Die Zeytinova-Talsperre (türkisch Zeytinova Barajı) befindet sich oberhalb der Ortschaft Zeytinova, 7,5 km östlich der Stadt Bayındır in der türkischen Provinz Izmir.
Die Zeytinova-Talsperre wurde in den Jahren 2011–2014 am Falaka Çayı, einem rechten Nebenfluss des Kleinen Mäander (Küçük Menderes), errichtet.
Die Talsperre dient der Bewässerung von 3568 ha. 
Das Absperrbauwerk ist ein 84,5 m hoher Kies-Sand-Schüttdamm mit Lehmkern.
Das Dammvolumen beträgt 4,7 Mio. m³.  
Der Stausee bedeckt bei Normalstau eine Fläche von 1,52 km². 
Das Speichervolumen beträgt 33 Mio. m³.